# Discografia de Lexa
A discografia de Lexa, uma cantora e compositora brasileira de música pop, compreende em 3 álbuns de estúdio, 1 compilação, 7 extended plays (EP) e 43 singles (incluindo 10 como artista convidada) e 10 singles promocionais lançados desde o início da sua carreira. Em dezembro de 2014 foi lançado o primeiro single de Lexa, a canção Posso Ser, que a levou ao Top 30 da parada Hot 100 Airplay da Billboard Brasil. Em março de 2015 é liberado o EP Posso Ser, contendo 4 faixas, sendo uma prévia do álbum de estreia da cantora. Este mesmo EP foi relançado em abril contendo uma faixa bônus intitulada Deleta.
Lexa lançou seu primeiro álbum de estúdio, intitulado Disponível, no dia 18 de setembro de 2015, contendo 13 faixas (incluindo as cinco canções lançadas previamente no EP "Posso Ser".)

## Álbuns

### Álbuns de estúdio
| Álbum      | Detalhes                                                                                                | Vendas     |
| ---------- | --- | ---------- |
| Disponível | - Lançamento: 18 de setembro de 2015 - Formatos: CD, download digital, streaming - Gravadora: Som Livre | - : 30.000 |
| Lexa       | - Lançamento: 17 de setembro de 2020 - Formatos: CD, download digital, streaming - Gravadora: Som Livre |            |
| Mania      | - Lançamento: 29 de novembro de 2024 - Formatos: Download digital, streaming - Gravadora: Som Livre     |            |

### Compilação
| Álbum        | Detalhes                                                                                         |
| ------------ | ------------------------------------------------------------------------------------------------ |
| Chama a Lexa | - Lançamento: 11 de março de 2022 - Formatos: Download digital, streaming - Gravadora: Som Livre |

## Extended plays(EP)
| Álbum                 | Detalhes                                                                                             |
| --------------------- | --- |
| Mc Lexa               | - Lançamento: 13 de setembro de 2013 - Formatos: EP - Gravadora: Studio Funk do Bom                  |
| Posso Ser             | - Lançamento: 3 de março de 2015 - Formatos: Download digital, streaming - Gravadora: Som Livre      |
| Só Depois do Carnaval | - Lançamento: 31 de janeiro de 2019 - Formatos: Download digital, streaming - Gravadora: Som Livre   |
| YouTube Music Night   | - Lançamento: 16 de janeiro de 2020 - Formatos: Streaming - Gravadora: Som Livre                     |
| Luau da Lexa          | - Lançamento: 17 de fevereiro de 2022 - Formatos: Download digital, streaming - Gravadora: Som Livre |
| Magnéticah            | - Lançamento: 26 de agosto de 2022 - Formatos: Download digital, streaming - Gravadora: Som Livre    |
| Essa Fada             | - Lançamento: 15 de dezembro de 2023 - Formatos: Download digital, streaming - Gravadora: Som Livre  |

## Singles

### Como artista principal
| "Posso Ser"                                                                    | 2014 | 22 | —  |              | Disponível                    |
| "Para de Marra"                                                                | 2015 | —  | —  |              | Disponível                    |
| "Disponível"                                                                   | 2015 | —  | —  |              | Disponível                    |
| "Pior que Sinto Falta"                                                         | 2015 | 40 | —  |              | Disponível                    |
| "Fogo na Saia"                                                                 | 2016 | —  | —  |              | Disponível                    |
| "Se Eu Mandar"                                                                 | 2016 | —  | —  |              | Não adicionado à nenhum álbum |
| "Já É"                                                                         | 2016 | —  | —  |              | Não adicionado à nenhum álbum |
| "Vem que Eu tô Querendo"                                                       | 2017 | —  | —  |              | Não adicionado à nenhum álbum |
| "Movimento" (solo ou remix part. Tati Zaqui)                                   | 2017 | —  | —  |              | Não adicionado à nenhum álbum |
| "Foco Certo" (part. Rashid)                                                    | 2018 | —  | —  |              | Não adicionado à nenhum álbum |
| "Sapequinha" (com MC Lan)                                                      | 2018 | —  | —  | - : Diamante | Só Depois do Carnaval         |
| "Provocar" (com Gloria Groove)                                                 | 2018 | —  | —  | - : Ouro     | Só Depois do Carnaval         |
| "Só Depois do Carnaval"                                                        | 2019 | —  | —  | - : Diamante | Só Depois do Carnaval         |
| "Amor Bandido" (com MC Kekel)                                                  | 2019 | —  | —  | - : Platina  | Não adicionado à nenhum álbum |
| "Na Frente do Paredão" (com Dani Russo)                                        | 2019 | —  | —  |              | Não adicionado à nenhum álbum |
| "Chama Ela" (com Pedro Sampaio)                                                | 2019 | —  | —  | - : Diamante | Lexa                          |
| "Combatchy" (com Anitta e Luísa Sonza, part. Rebecca)                          | 2019 | —  | 25 | - : Ouro     | Não adicionado à nenhum álbum |
| "Bate Palma" (com Jottapê)                                                     | 2020 | —  | —  |              | Não adicionado à nenhum álbum |
| "Aquecimento da Lexa"                                                          | 2020 | —  | —  |              | Lexa                          |
| "Treme Tudo"                                                                   | 2020 | —  | —  |              | Lexa                          |
| "Tremelique" (com Ruxell e MC WM)                                              | 2020 | —  | —  |              | Paz, Amor e Grave             |
| "Sussu"                                                                        | 2020 | —  | —  |              | Lexa                          |
| "Quebrar Seu Coração" (com Luísa Sonza)                                        | 2020 | —  | —  |              | Lexa                          |
| "Suavidade" (com PK)                                                           | 2020 | —  | —  |              | Lexa                          |
| "Quase Lá" (com Sorriso Maroto)                                                | 2021 | —  | —  |              | Lexa                          |
| "Bota o Colete" (com Hitmaker)                                                 | 2021 | —  | —  |              | Não adicionado à nenhum álbum |
| "Taradinha" (com Kevinho e Hitmaker)                                           | 2021 | —  | —  |              | Não adicionado à nenhum álbum |
| "Bruta"                                                                        | 2021 | —  | —  |              | Não adicionado à nenhum álbum |
| "Barbie" (com Rebecca e Pocah, part. Danny Bond)                               | 2022 | —  | —  |              | Não adicionado à nenhum álbum |
| "Kikada do Ano" (com Léo Santana)                                              | 2022 | —  | —  |              | Não adicionado à nenhum álbum |
| "Cavalgada" (com Pabllo Vittar)                                                | 2022 | —  | —  |              | Magnéticah                    |
| "Tantas Lembranças" (com Gustavo Lins)                                         | 2022 | —  | —  |              | Não adicionado à nenhum álbum |
| "Flash Volta" (com Gustavo Mioto)                                              | 2023 | —  | —  |              | Não adicionado à nenhum álbum |
| "Ex Mai Love" (1,99 Remix) (com Gaby Amarantos, part. MGZD)                    | 2023 | —  | —  |              | PiraruCool                    |
| "Rabisca" (com Thiago Pantaleão)                                               | 2023 | —  | —  |              | Não adicionado à nenhum álbum |
| "Tapa" (com Grag Queen)                                                        | 2023 | —  | —  |              | Essa Fada                     |
| "All In" (com Luiza Possi)                                                     | 2024 | —  | —  |              | Não adicionado à nenhum álbum |
| "Necessito"                                                                    | 2024 | —  | —  |              | Mania                         |
| "Mania" (com Soley)                                                            | 2024 | —  | —  |              | Mania                         |
| "Upgrade" (com Wenny)                                                          | 2025 | —  | —  |              | ASA                           |
| "Cara de Bobo - Menina Má" (Remix) (com Machadez, Mousik e Anitta)             | 2025 | —  | —  |              | Não adicionado à nenhum álbum |
| "É Arte" (com MC Kevin o Chris)                                                | 2025 | —  | —  |              | ASA                           |
| "—" denota títulos que não entraram nas paradas ou não foram lançados no país. |      |    |    |              |                               |

### Como artista convidada
| Título                                      | Ano  | Álbum                         |
| ------------------------------------------- | ---- | ----------------------------- |
| "Fogo" (MC Guimê part. Lexa)                | 2015 | Não adicionado à nenhum álbum |
| "Agora Eu Quero Ver" (DJ Batata part. Lexa) | 2017 | Festa do Batata               |
| "Não Me Atenta" (the Funk part. Lexa)       | 2018 | Não adicionado à nenhum álbum |
| "Conectar" (Christian Chávez part. Lexa)    | 2018 | Conectado                     |
| "Diz Que Não" (Mickael Carreira part. Lexa) | 2019 | Não adicionado à nenhum álbum |
| "Apimentadíssima" (Dennis part. Lexa)       | 2019 | Não adicionado à nenhum álbum |
| "No Talo" (Rennan da Penha part. Lexa)      | 2020 | Não adicionado à nenhum álbum |
| "Maquiadinha" (Marcela Jardim part. Lexa)   | 2020 | Não adicionado à nenhum álbum |
| "Venenosa" (Parangolé part. Lexa)           | 2020 | Respeita o Pai: Verão 2021    |
| "Mozão" (DJ Zullu part. Lexa)               | 2022 | Não adicionado à nenhum álbum |

### Singlespromocionais
| Título                                           | Ano  | Álbum                         |
| ------------------------------------------------ | ---- | ----------------------------- |
| "Quem Manda Sou Eu"                              | 2013 | Mc Lexa                       |
| "Baladeira"                                      | 2014 | Disponível                    |
| "Ninguém Me Segura"                              | 2020 | Não adicionado à nenhum álbum |
| "Largadão"                                       | 2020 | Não adicionado à nenhum álbum |
| "Tamo Junto (Não Desista)" (com Carlinhos Brown) | 2020 | Não adicionado à nenhum álbum |
| "Prazer, Eu Sou a Lexa"                          | 2021 | Não adicionado à nenhum álbum |
| "Só Lazer" (com Kevinho)                         | 2021 | Não adicionado à nenhum álbum |
| "Libera a Pressão"                               | 2023 | Não adicionado à nenhum álbum |
| "Din Din" (com Luccas Carlos)                    | 2023 | Essa Fada                     |
| "Você e Eu"                                      | 2025 | Não adicionado à nenhum álbum |

## Outras aparições
| Canção     | Ano  | Outro(s) artista(s)     | Álbum                        | Ref.   |
| ---------- | ---- | ----------------------- | ---------------------------- | ------ |
| "Avisa Lá" | 2022 | Anitta, Pocah e Rebecca | À Procura da Anitta Perfeita | [ 24 ] |

## Videoclipes
| Título                     | Ano  | Diretor                                |
| -------------------------- | ---- | -------------------------------------- |
| "Posso Ser"                | 2015 | Raoni Carneiro                         |
| "Para de Marra"            | 2015 | Rafael Almeida                         |
| "Disponível"               | 2015 | Isabelle Lopes                         |
| "Pior que Sinto Falta"     | 2015 | Isabelle Lopes                         |
| "Fogo na Saia"             | 2016 | Jun Yassuda Júnior e Fernando D'Araújo |
| "Se Eu Mandar"             | 2016 | Rafael Almeida                         |
| "Já É"                     | 2016 | Netto Mallupy                          |
| "Vem que Eu Tô Querendo"   | 2017 | Thiago Ferreira                        |
| "Movimento"                | 2017 | Edu Pimenta                            |
| "Movimento" (Remix)        | 2017 | Bruno Surian e Beto Gomes              |
| "Foco Certo"               | 2018 | Smith House                            |
| "Sapequinha"               | 2018 | Rafael Almeida                         |
| "Sapequinha" (Coreografia) | 2018 | Rafael Almeida                         |
| "Provocar"                 | 2018 | Felipe Sassi                           |
| "Só Depois do Carnaval"    | 2019 | Os Primos                              |
| "Amor Bandido"             | 2019 | Os Primos                              |
| "Chama Ela"                | 2019 | Kaique Alves                           |
| "Combatchy"                | 2019 | Nixon Freire                           |
| "Bate Palma"               | 2020 | Gabriel Zerra                          |
| "Aquecimento da Lexa"      | 2020 | Mess Santos                            |
| "Ninguém Me Segura"        | 2020 | Gabriel Zerra                          |
| "Treme Tudo"               | 2020 | João Monteiro                          |
| "Largadão"                 | 2020 | Mess Santos                            |